# میدان نفتی مارون
میدان نفتی مارون سومین میدان بزرگ نفتی ایران است، که در شمال‌غربی امیدیه و جنوب‌‌شرقی اهواز و بخش‌هایی از آن نیز در محدوده شهرستان رامهرمز، استان خوزستان، در جنوب‌غربی ایران قرار دارد. حجم ذخیره درجای نفت خام این میدان در حدود ۴۶ میلیارد بشکه (۲۲ میلیارد بشکه قابل برداشت) برآورد می‌شود، همچنین حجم گاز درجای میدان مارون ۴۶۲ تریلیون فوت مکعب (معادل ۱۳ تریلیون متر مکعب) تخمین زده می‌شود. ظرفیت تولید نفت خام میدان مارون به‌طور میانگین ۵۲۰ هزار بشکه در روز می‌باشد.
میدان مارون در سال ۱۳۴۲ (۱۹۶۳ میلادی) توسط شرکت اکتشاف و تولید نفت ایران کشف شد و بهره‌برداری از آن نیز در سال ۱۳۴۵ آغاز گردید. این میدان از دو مخزن نفتی بنام‌های آسماری و بنگستان و یک مخزن گاز طبیعی بنام خامی تشکیل شده‌است. میدان نفتی مارون از میدان‌های تحت مدیریت شرکت ملی مناطق نفت‌خیز جنوب است، که در محدوده عملیاتی شرکت بهره‌برداری نفت و گاز مارون قرار دارد. به منظور افزایش ظرفیت برداشت نفت خام از میدان مارون، به‌طور متوسط روزانه ۲۵ میلیون متر مکعب گاز، از طریق ایستگاه تزریق گاز مارون به مخزن آسماری این میدان تزریق می‌شود.

## تاریخچه
مخزن آسماری میدان نفتی مارون، در سال ۱۳۴۲ توسط شرکت اکتشاف و تولید نفت ایران کشف شد و تولید نفت از آن نیز در سال ۱۳۴۵ آغاز گردید. مخزن بنگستان میدان مارون، با حفاری اولین چاه، در سال ۱۳۴۷ کشف شد و استخراج نفت از مخزن بنگستان مارون نیز از سال ۱۳۵۲ آغاز گردید. مخزن خامی میدان مارون نیز که یکی از عمیق‌ترین مخازن گازی جهان است، در سال ۱۳۸۵ توسط شرکت ملی مناطق نفت‌خیز جنوب کشف شد و تولید گاز طبیعی از این مخزن، در همان سال (۱۳۸۵) آغاز گردید.

## مشخصات زمین‌شناسی
میدان نفتی مارون یکی از بزرگترین میدان‌های نفتی حوضه زاگرس است، که در بخش خاوری منطقه ساختاری فروافتادگی دزفول، در مجاورت میدان نفتی آغاجاری، میدان نفتی اهواز و میدان نفتی کوپال قرار دارد. این میدان با روند شمال‌غربی-جنوب‌شرقی در قسمت غربی تا مرکزی و روند شمال‌شرقی جنوب‌غربی، در قسمت انتهای شرقی، امتداد یافته‌است. رخنمون سطحی این میدان، سازند آغاجاری بوده و سازندهای آسماری و گروه‌های بنگستان و خامی، مخازن هیدروکربوری موجود در این میدان می‌باشند. سازند آسماری مهم‌ترین سنگ مخزن این میدان است، که خود به ۶ لایه مخزنی تقسیم شده‌است. لایه‌های مخزنی یک، دو، سه به‌طور عمده از کربنات‌های دولومیتی تشکیل شده‌اند، بنابراین تراکم شکستگی‌ها به ویژه در لایه یک (۹۰ درصد دولومیت) بیشتر است. در لایه‌های مخزنی چهار، پنج و شش این میدان، به دلیل افزایش لایه‌های شیلی و مارنی، همچنین کاهش شکنندگی، تراکم شکستگی‌ها کمتر می‌شود.
میدان نفتی مارون از ۳ مخزن آسماری، بنگستان و گروه خامی تشکیل شده‌است، که مخازن آسماری و بنگستان آن نفتی و مخزن خامی نیز حاوی ذخایر گاز طبیعی می‌باشد. مخزن آسماری میدان مارون که از نظر ویژگی‌های سنگ مخزن، بسیار پیچیده و ناهمگون می‌باشد، در سال ۱۳۴۲ کشف و از سال ۱۳۴۵ مورد بهره‌برداری قرار گرفته‌است. مخزن بنگستان میدان مارون با حفاری نخستین چاه در این مخزن، در سال ۱۳۴۷ کشف و بهره‌بردای از آن نیز در سال ۱۳۵۲ آغاز شد. از نظر جغرافیایی در سطح زمین، طول این میدان ۶۷ کیلومتر و عرض آن ۷ کیلومتر است و بطور مشخص در حد فاصل کیلومتر ۳۰ تا ۱۱۰ از جنوب‌شرقی شهر اهواز مستقر می‌باشد.

## مخازن

### آسماری
مخزن آسماری میدان نفتی مارون یکی از مخازن بسیار بزرگ ایران است، که در فاصله ۴۵ کیلومتری جنوب شرقی شهرستان اهواز واقع و دارای ۶۵ کیلومتر طول و ۷ کیلومتر عرض می‌باشد. حفاری اولین چاه آسماری مارون در سال ۱۳۴۲ و بهره‌برداری از آن در سال ۱۳۴۵ آغاز و به تدریج تحت تولید افزایش یافت و در سال ۱۳۵۵ ظرفیت تولید این میدان از مرز یک میلیون بشکه در روز فراتر رفت. تاکنون تعداد ۳۵۳ حلقه چاه در مخزن آسماری میدان مارون، حفاری و از مجموع ۲۰۰ حلقه چاه فعال، روزانه حدود ۴۱۷ هزار بشکه نفت از این مخزن تولید می‌شود. (در حدود ۵۰ حلقه چاه از کل چاه‌های حفاری شده در مخزن آسماری، در محدوده عملیاتی مارون-۲ متعلق به شرکت بهره‌برداری نفت و گاز آغاجاری می‌باشد) به منظور تثبیت فشار مخزن و جلوگیری از هرز رفت نفت و در نهایت افزایش ظرفیت برداشت نهایی، روزانه حدود ۹۵۰ میلیون فوت مکعب گاز از طریق ایستگاه تزریق گاز مارون به مخزن آسماری این میدان تزریق می‌شود.

### بنگستان
مخزن بنگستان میدان نفتی مارون، در فاصله ۴۵ کیلومتری از جنوب‌شرقی شهر اهواز واقع شده‌است. مخزن بنگستان مارون، دارای ۶۳ کیلومتر طول و ۵ کیلومتر عرض می‌باشد، که در سال ۱۳۴۷ کشف شد و بهره‌برداری از این مخزن، از سال ۱۳۵۲ آغاز گردید. تاکنون ۱۷ حلقه چاه نفت در مخزن بنگستان میدان مارون حفاری و تکمیل شده‌است و تولید فعلی نفت از مخزن بنگستان آن در حدود ۱۸ هزار بشکه در روز است و نفت تولیدی جهت فرآورش به واحد بهره‌برداری مارون ۳ ارسال می‌شود.

### خامی
مخزن خامی میدان نفتی مارون، در ۶۰ کیلومتری جنوب شرقی اهواز واقع شده‌است، که یکی از پُر فشارترین مخازن گازی ایران و از عمیق‌ترین مخازن گازی جهان بشمار می‌آید. مخزن خامی میدان مارون در سال ۱۳۵۶ با حفاری چاه شماره ۱۲۳ مارون، توسط شرکت خدمات نفت ایران (آسکو) کشف شد و در سال ۱۳۸۵ نخستین حلقه چاه تولیدی بر روی این مخزن، که فشار آن حدود ۱۵ هزار پوند بر اینچ مربع (پام) با حرارت بالای ۳۰۰ درجه فارنهایت و فشار جریانی ۶ هزار پام بود، با هدف تأمین بخشی از گاز مورد نیاز برای تزریق در مخزن آسماری مارون و استحصال مایعات گازی، حفاری و در مدار تولید قرار گرفت. تاکنون ۵ حلقه چاه در این مخزن حفاری شده، که از ۳ حلقه چاه فعال آن، به‌طور متوسط ۹۰ میلیون فوت مکعب در روز (۷۲ میلیون فوت مکعب گاز خشک و ۱۴ هزار بشکه مایعات گازی) تولید صورت می‌گیرد. حجم گاز درجای مخزن خامی میدان مارون، معادل ۴۶۲ تریلیون فوت مکعب و ذخیره قابل برداشت آن ۱۷۹ تریلیون فوت مکعب برآورد می‌شود. این مخزن شامل سازندهای داریان، گداون و فهلیان می‌باشد و عمدتاً از شیل‌های آهکی و مقدار کمی سنگ آهک تشکیل شده‌است. تاقدیس مارون بر روی افق خامی به‌طور تقریبی به طول ۶۰ کیلومتر و عرض ۳ تا ۴ کیلومتر می‌باشد.

## تأسیسات
میدان نفتی مارون دارای ۶ مجتمع بهره‌برداری می‌باشد. تاکنون ۳۷۵ حلقه چاه در ۳ مخزن میدان مارون حفاری و تکمیل شده است.

## تولید نفت
در زمان دولت هشتم ایران، قراردادی ۵۰ میلیون دلاری با شرکت اورینتال کیش امضا شد، که ۳۰ درصد از سهام آن را شرکت هالیبرتون در اختیار داشت. این قرارداد به منظور حفاری و تکمیل چاه‌های نفت میدان مارون صورت گرفت. این قرارداد در سال ۱۳۸۵ و با فشار دولت فدرال آمریکا لغو شد.
تولید نفت از مخزن آسماری مارون، براساس تزریق روزانه ۹۵۰ میلیون فوت مکعب گاز، در کلاهک گازی مخزن، به میزان ۴۴۰ هزار بشکه در روز برنامه‌ریزی شده‌است، که در حال حاضر با فعال بودن ۱۸۰ حلقه چاه تولیدی، ظرفیت تولید روزانه این مخزن در حدود ۴۲۶ هزار بشکه می‌باشد. همچنین نرخ تولید نفت از مخزن بنگستان مارون، با استفاده از ۱۵ حلقه چاه تولیدی فعال، در حدود ۲۱ هزار بشکه در روز است.

## تزریق گاز
تزریق گاز در مخزن آسماری میدان مارون با هدف تثبیت فشار ستون نفت از سال ۱۳۶۸ آغاز شد و مجموع تولید نفت از مخزن آسماری در زمان راه اندازی پروژه تزریق گاز ۵۲ درصد بازیافت اولیه نفت بوده‌است و ادامه تزریق سبب افزایش ذخایر ثانویه در این مخزن به میزان ۲۳ درصد ذخایر اولیه خواهد شد. تا پایان سال ۱۳۸۳ حجم گاز تزریق شده در این مخزن ۴ تریلیون و ۲۰۹ میلیارد فوت مکعب (۱۱۹ میلیارد و ۱۹۰ میلیون متر مکعب) بوده‌ است. گاز مورد نیاز برای تزریق در مخزن مارون به میزان ۲۵ میلیون متر مکعب در روز از میدان گازی آغار و میدان گازی دالان تأمین و پس از فشار افزایی در تأسیسات تزریق گاز، در مخزن تزریق می‌گردد.

## حوادث
در روز چهارشنبه ۲ دی ماه ۱۳۸۸ چاه شماره ۱۰۴ میدان مارون، که در محدوده شهرستان رامشیر و در فاصله ۸۰ کیلومتری از جنوب اهواز مستقر می‌باشد، بر اثر شکستن لوله جداری و آستری، به دلیل فرسودگی دچار آسیب شد و سیال درون چاه، از دیواره چاه نشت کرده و به سطح زمین رسید. در پی بروز این حادثه، آلودگی نفتی برای مدتی وارد رودخانه مارون شد، که در همان ساعات اولیه پس از فوران چاه، بخشی از محوطه اطراف چاه ۱۰۴ مارون آتش زده شد، تا از سرایت آلودگی‌های زیست محیطی جلوگیری شود.
چاه شماره ۱۰۴ مارون در سال ۱۳۵۲ حفاری و تکمیل شده بود و از سال ۱۳۵۳ در مدار تولید قرار داشت، که تا سال ۱۳۸۸ هیچ‌گونه عملیات ترمیمی یا تعمیری، بر روی آن انجام نشده بود و پیش از بروز فوران، به‌طور میانگین روزانه ۴ هزار بشکه نفت خام از آن تولید می‌گردید. این چاه به دلیل فرسودگی لوله آستری و جداری در عمق ۶۸۰ متری از سطح زمین، دچار آسیب و شکستگی شد، سپس نفت و گاز از لایه‌‌های سست عبور کرد و سرانجام در تاریخ ۲ دی‌ماه ۱۳۸۸ موجب فوران سیال از چاه به سطح زمین شد.
عملیات کنترل فوران چاه ۱۰۴ مارون، با حفاری ۲ حلقه چاه جهت‌دار تا عمق ۲۵۰۰ متری زمین و با اجرای طرحی به نام «چاه نجات» توسط شرکت ملی مناطق نفت‌خیز جنوب و مشارکت شرکت ملی حفاری ایران، با موفقیت انجام گرفت و فوران چاه ۱۰۴ مارون، در نهایت در ۱۹ دی‌ماه، پس از ۱۷ روز مهار شد.